# Giacomo Adolfi

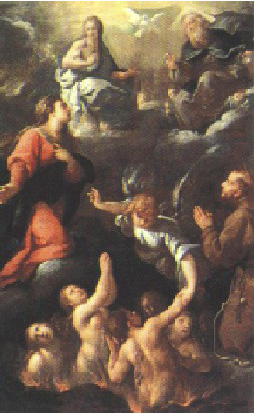

Giacomo Adolfi (1682-1741) fue un pintor italiano del periodo barroco, y se desenvolvió principalmente en los alrededores de su ciudad natal Bérgamo, en Italia. 
Tanto él como su hermano menor Ciro Adolfi fueron educados en su infancia por su padre Benedetto Adolfi. 
Giacomo realizó una serie de pinturas al fresco en iglesias y distintos edificios públicos de Bérgamo, incluyendo su trabajo más destacado Coronación de la Virgen para la iglesia del Monasterio del Paradiso y La Adoración de los Magos de Alessandro Sant'della Croce. 